# 新戈特蘭鎮區 (堪薩斯州麥克弗森縣)
新戈特蘭鎮區（英語：New Gottland Township）為美國堪薩斯州麥克弗森縣轄下的鎮區。2010年美国人口普查中此鎮區人口有384人。

## 地理
新戈特蘭鎮區涵蓋總面積為93.3平方（36.03平方英里），其中陸地面積為92.9平方（35.87平方英里），水域面積為0.41平方（0.16平方英里）或0.44%。

## 人口統計
根據2010年美國人口普查，新戈特蘭鎮區人口有384人，其中男性有196人，女性有188人，人口密度為每平方公里4.12人，住房計183戶。鎮區內的白人有376人，非裔美國人有1人，美洲原住民有1人，亞裔美國人有3人，太平洋島裔美國人有0人，其他種族有0人，混血種族則有3人。此外鎮區內有2人為西班牙裔或拉丁裔美國人。此鎮區之年齡中位數為50.8歲，而男性年齡中位數為53.0歲，女性年齡中位數為49.4歲。

## 交通

### 主要公路
- 135號州際公路